# Kepuharjo (Karangploso)
Kepuharjo is een bestuurslaag in het regentschap Malang van de provincie Oost-Java, Indonesië. Kepuharjo telt 6730 inwoners (volkstelling 2010).